# Kōdansha
Kōdansha (講談社?, Kōdansha) è una casa editrice giapponese di libri, riviste e manga, i cui uffici risiedono a Bunkyo (Tokyo).
Kodansha pubblica numerose riviste di manga tra cui Nakayoshi, Afternoon, Weekly Shōnen Magazine, Monthly Shōnen Magazine, Monthly Shōnen Magazine Special e Seasonal Shōnen Magazine Wonder oltre alle riviste dedicate alla letteratura come Gunzō, Gendai, Shūkan Gendai e il dizionario giapponese Nihongo Daijiten.

## Storia
Kodansha viene fondata da Seiji Noma nel 1909 come distaccamento della Dai-Nippon Yūbenkai. La sua prima pubblicazione è la rivista Yūben.
Il nome "Kōdansha", utilizzato dal 1958 e tratto da "Kōdan Club" (una delle riviste dell'azienda ora non più in corso di pubblicazione) risale al 1911 quando l'editore si fuse ufficialmente con la Dai-Nippon Yūbenkai. Il suo slogan è "Omoshirokute tame ni naru" ("Per creare interesse e recare beneficio").
Tra le proprietà dell'azienda si segnala il Gruppo Otowa, già editore del quotidiano Nikkan Gendai, gestore delle compagnie sussidiarie come King Records e Kobunsha. Kōdansha ha inoltre stretti rapporti con Disney ed è lo sponsor ufficiale di Tokyo Disneyland; sponsorizza anche il prestigioso Kodansha Manga Award la cui nascita risale al 1960 ma ha ottenuto l'attuale nome solo nel 1977.
Il fatturato di Kōdansha è stimato attorno ai 200 milioni di ¥ annui. Tuttavia, a causa della recente crisi giapponese e della flessione dell'industria editoriale, la compagnia ha chiuso in perdita l'anno finanziario 2002 per la prima volta dal termine della seconda guerra mondiale. Il secondo editore in ordine di importanza e dimensioni, Shogakukan, è invece riuscito a mettersi in pari; per l'anno finanziario 2003 Kōdansha ha fatturato 167 milioni di ¥ che, comparati con quanto ricavato da Shogakukan nello stesso anno, 150 milioni di ¥, denota una differenza di soli 17 milioni; in passato, Kōdansha era riuscita a creare un distacco di ben 50 milioni tra le due compagnie.
Nel settembre 2008 Kodansha ha aperto una nuova sussidiaria a New York.
A marzo 2023 Kodansha annuncia la nascita della piattaforma online K Manga, analogamente a quanto già fatto da altre società, come ad esempio Shūeisha con Manga Plus. L'applicazione è stata tuttavia accolta negativamente, con lamentele e forti critiche da parte dell'utenza, principalmente a causa del prezzo eccessivo per la lettura dei capitoli e del tipo di monetizzazione (che prevede un pagamento per singoli capitoli anziché un abbonamento).

## Rapporti con altre società
L'azienda è azionista di numerose emittenti giapponesi e possiede il 20% circa delle azioni del Gruppo Tokyo Broadcasting System. Detiene inoltre azioni del Nippon Cultural Broadcasting assieme a Kobunsha. Nella recente guerra tra Livedoor e Fuji Television per l'acquisizione del Nippon Broadcasting System, Kōdansha ha supportato Fuji TV vendendogli il suo pacchetto azionario.
Kōdansha ha inoltre un controverso rapporto con NHK, l'emittente nazionale. Mentre molti manga e romanzi pubblicati da Kōdansha e trasposti in anime, come Card Captor Sakura, sono stati trasmessi nel raccoglitore Eisei Anime Gekijō di NHK e Kōdansha ha pubblicato una rivista ausiliaria a Okāsan to Issho, la trasmissione per bambini di NHK, editorialmente le due aziende spesso si scontrano.
Nell'ottobre 2016 Kōdansha ha annunciato di essere diventata società madre della casa editrice Ichijinsha.

## Manga pubblicati da Kōdansha
- 3D Kanojo Real Girl
- L'attacco dei giganti
- Akatsuki
- Akira
- Akkan Baby
- Asaki yumemishi
- Bad Company
- Sailor Moon
- Bōkyaku tantei shirīzu
- Boys Be...
- Blame!
- Blue Period
- Capeta
- Card Captor Sakura
- Cesare il creatore che ha distrutto
- Chobits
- Clover
- Dear Boys
- Devilman
- Die Ragnarok
- Dominator
- Edens Zero
- Enma
- FLCL
- Fairy Tail
- Fire Force
- Ge Ge Ge no Kitaro
- Genshiken - Otaku club
- Get Backers
- Ghost in the Shell
- Mobile Suit Gundam
  - G Gundam
  - Gundam Blue Destiny
  - Gundam Seed
  - Gundam Seed Astray
  - Gundam Seed Astray R
  - Gundam Wing
  - Gundam Wing: Battaglia per la pace
  - Gundam Wing: Endless Waltz
- Great Teacher Onizuka
- Gun Smith Cats
- Hiraerth - L'ultimo viaggio
- Holy Talker
- Ijiranaide, Nagatoro-san
- Initial D
- Jeeg robot d'acciaio
- Jiraishin
- Junikyu de Tsukamaete
- Juujika no rokunin
- Kimi wa Petto
- Kindaichi shōnen no jikenbo
- Kilala Princess
- Kiseiju - L'ospite indesiderato
- Kiss×Sis
- Kolisch
- La mia padroncina Inukai
- La principessa Zaffiro
- L'immortale
- Love Hina
- Magical Sempai
- Magic Knight Rayearth
- Magikano
- Medarot
- Meguro-san wa hajimete janai
- Memai
- Namida
- Nanatsu no taizai
- Nande koko ni sensei ga!?
- Natsuko no Sake
- Nasu
- Negima
- Neun
- Nodame Cantabile
- No. 6
- Noragami
- Oh, mia dea!
- Ossa - Stand by Me, My Dear
- Pastel
- Peach Girl
- Perfect Girl Evolution
- Power!!
- Rave
- Remote
- Red - Living on the Edge
- redEyes
- Run Away With Me, Girl
- Saint Tail
- Samurai Deeper Kyo
- Saru Lock
- Saving 80,000 Gold in Another World for My Retirement
- School Rumble
- Shakotan Boogie
- Shikimori's Not Just a Cutie
- Shonan Junai Gumi
- Sohryuden
- Suzuka
- Sei in arresto!
- The Fragrant Flower Blooms with Dignity
- The Witch and the Beast
- Ti amo, ma fatti ammazzare
- Tobira
- Tokyo Mew Mew
- Tokyo Revengers
- Tsubasa Chronicle
- Un bacio a mezzanotte
- Uomo Tigre
- Vagabond
- Vinland Saga
- Violence Jack
- Vita da cavie
- Warriors of Tao
- Wangan Midnight
- Wind Breaker
- xxxHOLiC
- Yankee-kun & Megane-chan
- Bugie d'aprile
- Yui Shop
- Zodiac Detective